# 歎詩
『歎詩』（たんし）は、船川利夫が1970年10月に作曲した、箏・十七絃・尺八の三重奏である。

## 曲の解説
作曲者が好きな漢詩の中から五つの詩を選び、それぞれの詩から受け取った感動を尺八、箏、十七絃の三重奏にまとめたもの。「詩歌を詠歎する」といった意味で「歎詩」と題されている。「原詩は原詩として、私の言葉による発想を吟味していただければ幸いです。」と作曲者は述べている。
1.峨眉山月の歌（がびさんげつのうた）・・・李白（りはく）　　
峨眉山月半輪秋　　峨眉山月 半輪の秋
影入平羌江水流　　影は平羌（へいきょう）江の水に入って流る
夜發清溪向三峽　　夜清渓を発して三峡（こう）に向かう
思君不見下渝州　　君を思えども見えず　渝州に下る
　　2.易水送別（えきすいそうべつ）・・・駱賓王（らくひんおう）　　
此地別燕丹　　此の地　燕丹（えんたん）に別る
壯髪上衝冠　　壮士髪冠（はっかん）を衝く
昔時人已沒　　昔時（せきじ）　人已に没し
今日水猶寒　　今日　水猶お寒し
　　3.春日雑詩（しゅんじつざっし）・・・袁枚（えんばい）
千枝紅雨萬重烟　　千枝（し）の紅雨　萬重（ばんちょう）の烟（けむり）
畫出詩人得意天　　畫（えが）き出だす　詩人得意の天
山上春雲如我懶　　山上の春雲　我が懶（らん）の如く
日高猶宿翠微巓　　日高くして猶ほ宿す翠微（すいび）の巓（てん）
4.事に感ず（ことにかんず）・・・干濆（うふん）
花開蝶滿枝　　花開けば　蝶枝に満つ
花落蝶還稀　　花謝すれば　蝶還（また）稀なり
惟有舊巣燕　　惟（ただ）舊巣燕（きゅうそうえん）あり
主人貧亦歸　　主人貧きも　亦帰る
5.江南の春（こうなんのはる）・・・杜牧（とぼく）
江南春絶句　杜牧 
千里鶯啼綠映紅　　千里鶯啼いて　緑紅に映ず
水村山郭酒旗風　　水村山郭酒旗（さんかくしゅき）の風
南朝四百八十寺　　南朝の四百八十寺（しひゃくはっしんじ）
多少樓臺烟雨中　　多少の樓臺（ろうだい）烟雨（えんう）の中（うち）

## 楽器構成
箏
十七絃
尺八

## 楽譜
（株）邦楽社より出版されている。